# Walter Gutiérrez Cueva
Walter Gutiérrez Cueva (Arequipa, 20 de setiembre de 1959-Arequipa, 22 de noviembre de 2021) fue un político peruano. Fue presidente interino del Gobierno Regional de Arequipa, encargado de la negociación de la región tras la destitución de Elmer Cáceres Llica.